# Lucha Brothers
Lucha Brothers es un tag team de lucha libre profesional, trabajaron principalmente para All Elite Wrestling (AEW) y AAA.  Lucha Brothers consiste en los hermanos Rey Fénix y Penta el Zero Miedo. Sus nombres reales no son un asunto público, como suele ser el caso de los luchadores enmascarados en México, donde sus vidas privadas se mantienen en secreto.
Son ocho veces Campeones en Parejas entre México y los Estados Unidos, han sido dos veces Campeones Mundiales en Parejas de AAA, una vez Campeones Mundiales en Parejas de PWG, una vez Campeones en Parejas de The Crash, una vez Campeones Mundiales en Parejas de MLW, una vez Campeones Mundiales en Parejas de Impact, una vez Campeones Mundiales en Parejas de AEW y una vez Campeones Mundiales en Parejas de ROH.

## Historia
No se sabe mucho sobre la historia previa de los hermanos más allá de lo que ellos mismos han revelado, que es tradicional en la lucha libre profesional (lucha libre).  Tanto el Pentágon como Fénix comenzaron a entrenarse en lucha libre profesional el mismo día, y debutaron el mismo día.

### Pro Wrestling Guerrilla (2015-2019)
Pentagón Jr. y Fénix desafiaron sin éxito a The Young Bucks (Matt Jackson & Nick Jackson) por el Campeonato Mundial en Parejas de PWG. El 18 de marzo de 2017, Penta el 0M y Rey Fénix derrotaron a The Young Bucks y al equipo de Matt Sydal y Ricochet coronándose como Campeones Mundiales en Parejas de PWG.
El 20 de octubre, Penta y Fénix perdieron los títulos ante The Chosen Bros (Jeff Cobb y Matthew Riddle), terminando así su reinado a los 216 días.

### Circuito independientes (2017-2025)
El 23 de julio de 2016, del Pentágon Jr. derrotó a Sami Callihan para ganar el Campeonato Peso Pesado de AAW. El 8 de octubre de 2016, Pentagón Jr. arriesgó el campeonato en un partido de Lucha de Apuestas en el equipo donde su hermano Fénix puso su máscara en la línea, mientras que su oponente arriesgó su cabello (Callihan) o su carrera ( Jake crist). 
El 27 de enero, Penta, Daga, Garza Jr. y Fénix el Rey anunciaron la formación de un nuevo stable llamado La Rebelión ("La Rebelión") luego de que Penta dejaba AAA un día después.

### Major League Wrestling (2018-2019)
Pentágon hizo su debut en Major League Wrestling (MLW) con sede en Estados Unidos. El 11 de enero de 2018, donde derrotó a Fénix como parte del programa "Zero Hour" de MLW. El mes siguiente, Pentágon y Fénix (como Los Lucha Bros) derrotaron al "Equipo TBD" (Jason Cade y Jimmy Yuta) y The Dirty Blondes (Leo Brien y Mike Patrick) para convertirse en los primeros titulares del Campeonato Mundial en Parejas de MLW. En "MLW Battle Riot", Fenix y Pentágon derrotaron a Rey Horus y Drago para retener los títulos.
Después de la pelea del Pentágon con el L.A. Park, Lucha Bros comenzó un feudo con The Hart Foundation (Teddy Hart, Davey Boy Smith Jr. y Brian Pillman Jr.) sobre el Campeonato Mundial en Parejas de MLW.

### Impact Wrestling (2018-2019)
Pentagón y Fénix debutaron con Impact Wrestling en un evento co-promovido "Impact Wrestling vs. Lucha Underground" en WrestleCon 2018, con el Campeón Mundial de Impact Austin Aries. El 12 de enero de 2019, Pentagón y Fénix derrotaron a The Latin American Xchange (LAX) durante las grabaciones de TV en México coronándose como Campeones Mundiales en Parejas de Impact.

### All Elite Wrestling (2019-2025)
Durante un circuito independiente en Georgia, The Young Bucks llegó al ring para ofrecer a los Lucha Brothers un contrato de All Elite Wrestling (AEW) en una confrontación que terminó con un acuerdo verbal y un apretón de manos. Posteriormente, se reveló que Pentagón Jr. y Fénix habían acordado un acuerdo no exclusivo con AEW, debido a sus obligaciones legales con Lucha Underground.
El 7 de febrero de 2019, en el anuncio de boletos de All Elite Wrestling celebrado en el MGM Grand Pool Splash, en Las Vegas, Nevada. The Young Bucks estaban saliendo del escenario mientras tocaba la música de Lucha Brothers viendo a Pentagón Jr., y Fénix haciendo su primera aparición en la compañía. Los dos equipos se enfrentaron antes de que se produjera una pelea al ver a Pentagón golpear primero a Matt Jackson, mientras que Fénix eliminó a Nick Jackson con una superpatada. Pentagón luego procedió con Matt Jackson en el escenario, antes de realizar promociones y publicitarse para el próximo debut de Pay-Per-View para la compañía, Double or Nothing antes de salir del escenario.
El 25 de mayo, los Lucha Brothers debutaron en el inaugural evento de Double or Nothing quienes fueron derrotados por The Young Bucks por el Campeonato Mundial en Parejas de AAA. El 29 de junio, los Lucha Brothers hicieron su segundo aparición en Fyter Fest donde quienes hicieron equipo con Laredo Kid cayendo derrotados por The Elite (Kenny Omega, Matt Jackson & Nick Jackson). El 13 de julio, los Lucha Brothers hicieron su aparición en Fight for the Fallen derrotando a SoCal Uncensored (Frankie Kazarian & Scorpio Sky) en una lucha no titular.
Durante las apariciones en los episodios de Dynamite, los Lucha Brothers participaron en el torneo para coronar a los primeros Campeones Mundiales en Parejas de AEW derrotando a Jurassic Express (Jungle Boy & Marko Stunt) en los cuartos de finales y Private Party (Isiah Kassidy & Marq Quen) en las semifinales.

### Lucha Libre AAA Worldwide (2019-2023)
El 16 de marzo de 2019, los Lucha Brothers debutaron como equipo en Rey de Reyes en una lucha por el Campeonato Mundial en Parejas de AAA contra Los Mercenarios (El Texano Jr. & Rey Escorpión) donde los Lucha Brothers ganaron sus títulos por primera vez como equipo (siendo su primera vez para Fenix y segunda vez para Pentagón) y al final perderían los títulos en la misma noche ante los debutantes The Young Bucks (Matt Jackson & Nick Jackson) quienes representaban All Elite Wrestling.

## En lucha
- Movimientos finales
  - Package piledriver/Diving double foot stomp.
- Movimiento de firma
  - Assisted Wheelbarrow Cannonball

- Mánager
  - Alex Abrahantes

## Campeonatos y logros
- All Elite Wrestling
  - AEW International Championship (1 vez) – Rey Fénix
  - AEW World Tag Team Championship (1 vez)
  - AEW World Trios Championship (1 vez) – con PAC
  - Dynamite Award (1 vez)
    - Best Tag Team Brawl (2022) - Young Bucks vs Lucha Brothers, Steel Cage Match

- AAW: Professional Wrestling Redefined
  - AAW Heavyweight Championship (2 veces) – Rey Fénix (1 vez), Penta el 0M. (1 vez)
  - AAW Heritage Championship (1 vez) – Penta el 0M
  - AAW Tag Team Championship (1 vez)
  - Triple Crown Championship – Penta el 0M (quinto)

- Fight Club: PRO
  - Dream Team Invitational (2019)

- House of Glory
  - HOG Tag Team Championship (1 vez, actual)

- Impact Wrestling
  - Impact World Championship (1 vez) – Pentagón Jr.
  - Impact World Tag Team Championship (1 vez)

- Lucha Libre AAA Worldwide
  - Megacampeonato de AAA (1 vez) – Rey Fénix
  - Campeonato Latinoamericano de AAA (2 veces) – Pentagón Jr. (1 vez), Rey Fénix (1 vez, actual)
  - Campeonato Mundial de Peso Crucero de AAA (1 vez) – Rey Fénix
  - Campeonato Mundial en Parejas de AAA (2 veces)
  - Triple Crown Championship – Rey Fénix (primero)

- Major League Wrestling
  - MLW World Tag Team Championship (1 vez)

- Pro Wrestling Guerrilla
  - PWG World Tag Team Championship (1 vez)

- Ring of Honor
  - ROH World Tag Team Championship (1 vez)

- The Crash
  - Campeonato en Parejas de The Crash (1 vez)

- Wrestling Alliance Revolution
  - WAR World Tag Team Championship (1 vez)[8]

- Xtreme Mexican Wrestling
  - XMW Tag Team Championship (1 vez)[9]

- Wrestling Observer Newsletter
  - Pareja del año (2019)
  - Lucha 5.25 estrellas (2019) vs. The Young Bucks (Matt Jackson & Nick Jackson) en All Out el 31 de agosto
  - Lucha 5.75 estrellas (2021) vs. The Young Bucks (Matt Jackson & Nick Jackson) en All Out el 5 de septiembre
  - Lucha 5 estrellas (2021) vs. Los Jinetes del Aire (El Hijo del Vikingo & Laredo Kid) en Héroes Inmortales XIV el 9 de octubre
  - Lucha 5 estrellas (2022) vs. The Young Bucks (Matt Jackson & Nick Jackson) en Rampage #44 el 3 de junio
  - Lucha 5 estrellas (2022) con PAC vs. United Empire (Will Ospreay, Kyle Fletcher & Mark Davis) en Dynamite el 24 de agosto
  - Lucha 5 estrellas (2023) con PAC vs. The Elite (Kenny Omega & The Young Bucks) en Dynamite el 11 de enero